# شهرستان خرم‌دره
خُرَّم‌دَرّه شهرستانی در استان زنجان ایران مرکزیت شهر خرمدره است. زبان مردم این شهرستان ترکی آذربایجانی است. این شهرستان ۸۶٬۱۲۳ جمعیت دارد که از این تعداد ۶۸٬۱۲۱ نفر ساکن شهر خرمدره است. خرمدره دارای یک بخش، یک شهر و دو دهستان می‌باشد. این شهرستان در فاصله ۸۰ کیلومتری جنوب شرق زنجان واقع شده است. شهرستان خرمدره بیشترین تراکم نسبی جمعیت و بیشترین سطح باسوادی (۹۷٪) را در استان دارد.

## مشاهیر
ناصر حجازی دروازه‌بان
صدر الدین شجره بازیگر

## تقسیمات کشوری
خرمدره تا سال ۱۳۷۶ به عنوان بخش خرمدره تابع شهرستان ابهر بود. شهریور آن سال از شهرستان ابهر جدا و به شهرستان مستقل در استان زنجان تبدیل شد. این تقسیم‌بندی به علت افزایش فوق‌العاده جمعیت خرمدره بود. در سال ۱۳۷۵ بخش خرمدره ۵۱٬۶۸۱ نفر جمعیت داشت که از این تعداد حدود ۳۹٬۰۹۴ نفر ساکن شهر خرمدره بودند. این شهرستان دارای یک بخش مرکزی و دو دهستان خرمدره و الوند است.
شهرستان خرمدره دارای یک شهر و یک بخش و دو دهستان می‌باشد.

### بخش
- بخش مرکزی شهرستان خرمدره

### دهستان
- دهستان خرمدره
- دهستان الوند

شهر: خرمدره

## جمعیت
بنابر سرشماری مرکز آمار ایران، جمعیت شهرستان خرمدره در سال ۱۳۹۵ برابر ۸۶٬۱۲۳ نفر معادل۲۷٬۲۱۵ خانوار بود. که به این لحاظ رتبهٔ چهارم را در استان زنجان داراست. همچنین این شهرستان بالاترین میزان رشد جمعیت در استان زنجان را دارد. شهرستان خرمدره با داشتن بالاترین تراکم جمعیت (۲۱۱ نفر در کیلومتر مربع)، متراکم‌ترین شهرستان در استان زنجان است.
| ردیف | نام شهرستان | جمعیت(۱۳۹۵) | رتبه در استان |
| ---- | ----------- | ----------- | ------------- |
| ۱    | خرمدره      | ۸۶٬۱۲۳      | ۴             |

| ردیف | نام شهر | شهرستان | جمعیت(۱۳۸۵) | جمعیت(۱۳۹۰) | جمعیت (۱۳۹۵) | رتبه در شهرستان |
| ---- | ------- | ------- | ----------- | ----------- | ------------ | --------------- |
| ۱    | خرمدره  | خرمدره  | ۴۶٬۰۵۵      | ۵۶٬۱۲۶      | ۶۸٬۱۲۱       | ۱               |

## جغرافیا
بلندترین ارتفاع ۳۰۰۰ متر واقع در ارتفاعات الوند و کمترین ارتفاع که تقریباً اکثر نقاط شهرستان را شامل می‌شود برابر ۱۵۰۰ متر است. ارتفاع مرکز آن از سطح دریا ۱۵۷۰ متر می‌باشد. مساحت شهرستان ۴۰۷ کیلومتر مربع است. شهرستان خرمدره، منطقه‌ای کوهستانی محسوب می‌شود. آب و هوای شهرستان خرمدره غالباً سرد و خشک و در بیش‌تر روزهای تابستان معتدل است. البته در برخی روزهای تابستان هوای خرمدره گرم و خشک و در بعضی روزها به علت ورود جبهه هوای سرد شمالی (به زبان محلی باد مِه) سرد و خشک می‌شود. دریاچه‌های کوچک پشت سدهای آب این شهرستان از جمله دریاچه سد خلیفه لو و سد شویر، اکوسیستم‌های کوچک را ایجاد کرده‌اند. شهرستان خرمدره از شمال با شهرستان قزوین (از استان قزوین)، از شرق و جنوب با شهرستان ابهر و از غرب با شهرستان خدابنده همسایه است. شهرستان خرمدره دارای ۱۸ روستای دارای سکنه است:اردجین- شویر- سوکهریز- اسلام‌آباد- انجلین- رحمت آباد- قلعه حسینیه- الوند- باغدره- فلج- خلج- ویستان بالا- ویستان پائین- پلاس - نصیر آباد - خلیفه‌لو- آرانج - پلک ۸ روستا دارای دهیاری است.

شهرستانهای هشت‌گانه استان زنجان

## آب و هوا
شهرستان خرمدره در منطقه ای کوهستانی و در دشتی هموار و مرتفع قرار گرفته است. بیشینه دمای شهرستان خرمدره ۳۹ درجه در مرداد و کمینه آن منفی۲۴ درجه سانتیگراد در دی ماه گزارش شده است و به دلیل قرار گرفتن شهرستان در حصار کوهستانی، این محدوده از مناطق سردسیری و کوهستانی کشور و استان زنجان و از گروه اقلیم سرد کوهستانی محسوب می‌گردد. همچنین تعداد روزهای برفی شهرستان حدود ۲۲ روز است. ماه‌های برفی سال هم از آذر تا فروردین هستند. تعداد روزهای بارانی شهرستان هم حدود ۱۲۱ روز در طول سال می‌باشد که در تمامی ماه‌های سال به جز مرداد ماه اتفاق می‌افتد و بیشترین مقدار آن حدود ۱۷ روز (۶۰میلی‌متر) در فروردین و کمترین آن حدود ۳ روز (۴میلی‌متر) در تیر ماه بوده است. این شهرستان به‌طور میانگین دمای ۱۵ درجه سانتیگراد در طول سال دارد. ماه‌های سردسیر در شهرستان از اواسط مهر ماه آغاز شده و تا اواسط اردیبهشت (بیش از ۷ ماه) ادامه دارد و در این ماه‌ها، دما اغلب زیر ۱۰ درجه است. این شهرستان در طول تابستان هم آب و هوایی معتدل و خنک دارد و در زمستان هم با شکستن رکورد ۲۴- درجه سانتیگراد دما در دی ماه سال ۱۳۹۸، از سردسیرترین شهرستان‌های استان در زمستان به حساب آمد.

## اماکن دیدنی و تاریخی
| ردیف | نام مکان               |
| ---- | ---------------------- |
| ۱    | تپه باستانی خالصه      |
| ۲    | حمام تاریخی یان یان    |
| ۳    | مسجد سیدالشهدا         |
| ۴    | آبشار زیبای آراناج     |
| ۵    | سد خلیفه لو خرم دره    |
| ۶    | جاده توریستی داسداران  |
| ۷    | جاده توریستی محمودآباد |
| ۸    | سد شویر                |

غیر از این ۸ مکان زیبا و دیدنی، تاریخی خرم دره؛ کاخ زیبای شاهلوخ و حمام بزرگ (بویوک حامام) جز این مکان‌ها بودند که متأسفانه تخریب شدند.

## اتصالات ترابری
این شهرستان بر سر آزادراه زنجان قزوین که آزادراهی بین استانی و بین‌المللی و بخش از کریدور بین‌المللی آسیا(AH1) قرار گرفته است. از این آزادراه حدود ۲۰ کیلومتر در حوزه استحفاظی شهرستان خرمدره قرار دارد که از محدوده خروجی صایین‌قلعه شروع شده و به طول ۲۰ کیلومتر تا محدوده ایستگاه راه‌آهن خرمدره ادامه دارد. همچنین این شهرستان بر سر جاده ترانزیت۳۲ قرار گرفته که شامل دو محور زنجان-خرمدره و محور کمربندی خرمدره-ابهر می‌باشد که به سمت محور ابهر-تاکستان و قزوین می‌رود و ۲۲ کیلومتر از این مسیر نیز در حوزه استحفاظی شهرستان خرمدره قرار گرفته است. این شهرستان همچنین بر سر مسیر خط راه‌آهن تهران-تبریز نیز قرار گرفته است و ایستگاه راه‌آهن خرمدره در این شهرستان و در ۵ کیلومتری شهر خرمدره قرار گرفته است. پیش از انقلاب اسلامی در ایران، قرار بود از خرم دره به لوشان جاده ای کشیده بشود. تا الان نیز بخشی از این جاده از لوشان تا نیارک و از خرم دره تا روستای ماغلاوا ساخته شده است. ولی بخش زیادی از این جاده آماده افتتاح نیست و جز انتظارات مردم شهرستان تبدیل شده است.

#### ترابری در شهرستان خرمدره
آزادراه زنجان-قزوین
 جاده خرمدره-زنجان_ کمربندی خرمدره-ابهر
خط راه‌آهن تهران-تبریز
- جاده خرم دره-لوشان (در حال ساخت)[۲۸]

▪︎ بزرگراه امام رضا (ع) (رینگ دور شهر)